# Micrathyria athenais
Micrathyria athenais is een libellensoort uit de familie van de korenbouten (Libellulidae), onderorde echte libellen (Anisoptera).
De wetenschappelijke naam Micrathyria athenais is voor het eerst geldig gepubliceerd in 1909 door Calvert.